# Ripatransone
Ripatransone település Olaszországban, Marche régióban, Ascoli Piceno megyében. Lakosainak száma 4072 fő (2023. január 1.). Ripatransone Acquaviva Picena, Carassai, Cupra Marittima, Grottammare, Massignano, Offida, Cossignano és Montefiore dell'Aso községekkel határos.

## Népesség
A település lakossága az elmúlt években az alábbi módon változott:
| Lakosok száma | 4257 | 4232 | 4072 |
|               | 2017 | 2018 | 2023 |